# 1 Zmotoryzowana Dywizja Strzelecka NKWD
1 Zmotoryzowana Dywizja Strzelecka NKWD (ros. 1-я мотострелковая дивизия НКВД) – jedna z dywizji piechoty wojsk NKWD z okresu II wojny światowej a także lat powojennych.
W składzie Frontu Zachodniego i 56 Armii.
Została sformowana 23 czerwca 1938 w Moskwie jako Samodzielna Zmotoryzowana Dywizja Strzelecka NKWD. Istnieje do dziś jako jednostka Ministerstwa Spraw Wewnętrznych Federacji Rosyjskiej.